# Ray Clarke
Pour les articles homonymes, voir Clarke.
Ray Clarke, né le 25 septembre 1952 à Hackney, est un joueur de football anglais, qui évoluait comme attaquant de pointe. Il a joué en Angleterre, aux Pays-Bas, et quelques mois en Belgique, et mis un terme à sa carrière professionnelle à seulement 29 ans. Il est depuis devenu recruteur pour différents clubs britanniques. En 2011, il occupe ce poste à Middlesbrough.

## Carrière
Ray Clarke commence sa carrière professionnelle en 1972 à Tottenham, son club formateur. N'ayant pas beaucoup d'occasions pour jouer, il quitte le club après un an pour Swindon Town. Il est également remplaçant, et après une saison, décide de partir pour Mansfield Town. Là-bas, il est l'attaquant de pointe titulaire, ce qui lui permet d'inscrire pas moins de 52 buts en 91 matches de championnat.
Les bonnes performances de Clarke attirent les recruteurs étrangers, et en 1976, il signe au Sparta Rotterdam, aux Pays-Bas. Il conserve sa moyenne de plus d'un but tous les deux matches, inscrivant plusieurs buts importants, notamment lors d'une victoire 1-3 à l'Ajax Amsterdam en septembre 1976. Après deux saisons, l'Ajax le recrute pour remplacer Ruud Geels parti à Anderlecht. Il réalise la meilleure saison de sa carrière dans le club amstellodamois, réalisant le doublé championnat-Coupe. Il inscrit également 37 buts sur la saison, toutes compétitions confondues : 26 en championnat, 5 en Coupe, et 6 en Coupe UEFA. En fin de saison, le président de l'Ajax Ton Harmsen décide de le vendre au FC Bruges, malgré l'opposition farouche des supporters du club, principalement du F-Side, qui lance une campagne « Ray must stay » pour convaincre le président de changer d'avis.
Ray Clarke est tout de même transféré à Bruges, mais il ne s'adapte pas du tout à la vie en Belgique. Après quelques mois, il quitte le club et retourne en Angleterre. Il termine la saison à Brighton, et joue encore un an à Newcastle, avant de prendre sa retraite sportive en 1981, alors qu'il n'a que 29 ans.
En 2005, Ray Clarke devient recruteur en chef pour le Celtic. En septembre 2009, il quitte le club écossais pour Portsmouth, où il reste un an avant de partir pour Middlesbrough. Il y retrouve Gordon Strachan, son ancien supérieur au Celtic.

## Palmarès
- 1 fois champion des Pays-Bas en 1979 avec l'Ajax Amsterdam.
- 1 fois vainqueur de la Coupe des Pays-Bas en 1979 avec l'Ajax Amsterdam.